# Slaget om Greifenhagen
Slaget om Greifenhagen var ett slag under trettioåriga kriget. Slaget stod mellan svenska och tysk-romerska styrkor den 25 december 1630 vid Greifenhagen.

## Bakgrund
Den 25 juni 1630 landade Gustav II Adolf på udden Perd, på Rügen, och erövrade den 10 juli Stettin utan strid, vilket var strategiskt viktigt för att kunna genomföra senare krigshandlingar. Efter att han under hösten sammansatt en 14000 man stark här marscherade han söderut väster om floden Oder och nådde den 24 december fästningen vid Greifenhagen. Samtidigt förde Alexander Leslie farkoster flodvägen för att ge understöd åt hären. Inget läger konstruerades och svenskarna tände endast eldar, för att hålla värmen under vinternatten.  

## Slaget
Gudstjänst inledde den följande dagen, varefter hären ställdes i slagordning. Ett batteri av större kanoner ställdes vid en höjd och började snart beskjuta stadsmurarna, i vilka det efter ett antal timmar bildades en bräsch. Under befäl av Maximilian Teuffel genomfördes två stormningar mot bräschen, som dock blev tillbakakastade av manskap under befäl av kommendanten Fernando da Capua. Men efter ett tredje anfall, lett av Gustav II Adolf själv, bröts försvaret. Försvararna försökte retirerade via floden, men blev då anfallna av Leslies farkoster, vilket tvingade många att ge sig till svenskarna.

## Följder
Efter intagandet av Greifenhagen övergav den fientliga huvudarmén under befäl av Hannibal von Schaumburg sin ställning vid Gartz, men blev vid Marwitz överfallen av det svenska kavalleriet, som erövrade en stor del av trossen och förintade flertalet regementen. Med dessa segrar bröt sig svenskarna ut ur brohuvudet vid kusten.